# Episodi de Gli amici di papà (seconda stagione)
La seconda stagione della serie televisiva Gli amici di papà è stata trasmessa in anteprima negli Stati Uniti d'America dalla ABC tra il 14 ottobre 1988 e il 5 maggio 1989.
In Italia la stagione è invece stata trasmessa dal 6 gennaio al 17 marzo 1990 su Rai Uno. 
| nº | Titolo originale              | Titolo italiano                       | Prima TV USA     | Prima TV Italia  |
| -- | ----------------------------- | ------------------------------------- | ---------------- | ---------------- |
| 1  | Cutting It Close              | Tagliarlo vicino                      | 14 ottobre 1988  | 6 gennaio 1990   |
| 2  | Tanner vs. Gibbler            | Baracca tra ballerini                 | 21 ottobre 1988  | 6 gennaio 1990   |
| 3  | It's Not My Job               | Non è il mio lavoro!                  | 28 ottobre 1988  | 13 gennaio 1990  |
| 4  | D.J.'s Very First Horse       | Il primissimo cavallo di Donna Jo     | 4 novembre 1988  | 13 gennaio 1990  |
| 5  | Jingle Hell                   | Crisi di coscienza                    | 11 novembre 1988 | 20 gennaio 1990  |
| 6  | Beach Boy Bingo               | Il musical sconessi                   | 18 novembre 1988 | 20 gennaio 1990  |
| 7  | Joey Gets Tough               | Joey si fa duro                       | 25 novembre 1988 | 27 gennaio 1990  |
| 8  | Triple Date                   | Triplo appuntamento                   | 9 dicembre 1988  | 27 gennaio 1990  |
| 9  | Our Very First Christmas Show | Il nostro primo Natale                | 16 dicembre 1988 | 3 febbraio 1990  |
| 10 | Middle Age Crazy              | La mezza età pazza                    | 6 gennaio 1989   | 3 febbraio 1990  |
| 11 | A Little Romance              | Un po' di romanticismo                | 13 gennaio 1989  | 10 febbraio 1990 |
| 12 | Fogged In                     | Appannato                             | 20 gennaio 1989  | 10 febbraio 1990 |
| 13 | Working Mothers               | Madri lavoratrici                     | 3 febbraio 1989  | 17 febbraio 1990 |
| 14 | Little Shop of Sweaters       | Piccolo negozio di maglioni           | 10 febbraio 1989 | 17 febbraio 1990 |
| 15 | Pal Joey                      | Una lettera al corrispondente         | 17 febbraio 1989 | 24 febbraio 1990 |
| 16 | Baby Love                     | Amore del bambino                     | 24 febbraio 1989 | 24 febbraio 1990 |
| 17 | El Problema Grande de D.J.    | Il grosso problema di Donna Jo        | 10 marzo 1989    | 3 marzo 1990     |
| 18 | Goodbye, Mr. Bear             | Michelle non riesce a dormire!        | 24 marzo 1989    | 3 marzo 1990     |
| 19 | Blast from the Past           | Un tuffo nel passato                  | 7 aprile 1989    | 10 marzo 1990    |
| 20 | I'm There for You, Babe       | Sono lì per te, piccola               | 14 aprile 1989   | 10 marzo 1990    |
| 21 | Luck Be a Lady: Part 1        | La fortuna sii una signora (1ª parte) | 28 aprile 1989   | 17 marzo 1990    |
| 22 | Luck Be a Lady: Part 2        | La fortuna sii una signora (2ª parte) | 5 maggio 1989    | 17 marzo 1990    |